# Evenus satyroides
Evenus satyroides is een vlinder uit de familie van de Lycaenidae. De wetenschappelijke naam van de soort werd als Thecla satyroides in 1865 gepubliceerd door William Chapman Hewitson.

## Synoniemen
- Thecla aganippe Goodson, 1945
- Thecla arachne Goodson, 1945